# Квінт Цедіцій Ноктуа
Квінт Цеді́цій Но́ктуа (лат. Quintus Caedicius Noctua; IV—III століття до н. е.) — політичний, державний та військовий діяч Римської республіки, консул 289 року до н. е.

## Біографічні відомості
Походив з плебейського роду Цедіціїв. Його батька ймовірно звали Квінтом Цедіцієм.
289 року до н. е. його було обрано консулом разом з Марком Валерієм Максимом Корвіном. Про дії консулів під час цього консулату відомостей не збереглося.
283 року до н. е. його було обрано цензором з невідомим колегою.
З того часу про подальшу долю Квінта Цедіція Ноктуа згадок немає.

## Родина
- Син Квінт Цедіцій, консул 256 року до н. е.